# 歐洲聯盟語言
歐洲聯盟的語言指歐洲聯盟成員國的民眾使用的語言，包括歐盟的二十四種官方語言以及若干其他語言。歐盟支持語言的多樣性，且設有「歐洲語言多樣化專員」一職。
歐盟成員國的語言政策由各成員國各自制定，歐盟並無統一的語言政策。歐盟諸機構在語言政策方面起的是輔助作用，目的是增加各成員國之間的合作以及促進各國從全歐視角制定語言政策。歐盟提倡其民眾使用多種語言，鼓勵他們在母語之外至少學會兩種語言。歐盟雖然不直接影響各成員國的語言政策，但提供資金予若干提倡語言學習以及多樣化的計畫。
據統計，歐盟諸語言中使用人數最多的是德語，而超過半數的民眾以德語、英語、法語或義大利語為母語且能理解英語。無歐盟官方地位的語言中，最廣泛使用的語言是加泰隆尼亞語、加里西亞語和俄語（後者主要在波羅的海諸國）。歐盟的三個行政中心城市（布魯塞爾、斯特拉斯堡和盧森堡市）皆以法語为主。

## 歐盟的官方語言
截至2013年7月1日，依《歐洲經濟共同體語言使用章程》（1958年）的最新修正案規定，歐盟的官方語言包括：
| 語言         | 使用此官方語言的成員國（名義上／事實上）           | 始於 |
| ------------ | -------------------------------------------------- | ---- |
| 保加利亞語   | 保加利亚                                           | 2007 |
| 克羅地亞語   | 、 奥地利                                          | 2013 |
| 捷克語       | 捷克、 斯洛伐克                                    | 2004 |
| 丹麥語       | 丹麦、 德国                                        | 1973 |
| 荷蘭語       | 荷蘭、 比利时                                      | 1958 |
| 英語         | 爱尔兰、 馬爾他                                    | 1973 |
| 愛沙尼亞語   | 爱沙尼亚                                           | 2004 |
| 芬蘭語       | 芬兰                                               | 1995 |
| 法語         | 比利时、 法國、 義大利、 盧森堡                    | 1958 |
| 德語         | 奥地利、 比利时、 丹麦、 德国、 義大利、 盧森堡    | 1958 |
| 希臘語       | 賽普勒斯、 希腊、 義大利                           | 1981 |
| 匈牙利語     | 匈牙利、 奥地利、 羅馬尼亞、 斯洛伐克、 斯洛維尼亞 | 2004 |
| 愛爾蘭語     | 爱尔兰                                             | 2007 |
| 義大利語     | 義大利、 斯洛維尼亞                                | 1958 |
| 拉脫維亞語   | 拉脫維亞                                           | 2004 |
| 立陶宛語     | 立陶宛                                             | 2004 |
| 馬爾他語     | 馬爾他                                             | 2004 |
| 波蘭語       | 波蘭                                               | 2004 |
| 葡萄牙語     | 葡萄牙                                             | 1986 |
| 羅馬尼亞語   | 羅馬尼亞                                           | 2007 |
| 斯洛伐克語   | 斯洛伐克、 捷克                                    | 2004 |
| 斯洛文尼亞語 | 斯洛維尼亞、 奥地利、 義大利                       | 2004 |
| 西班牙語     | 西班牙                                             | 1986 |
| 瑞典語       | 芬兰、 瑞典                                        | 1995 |

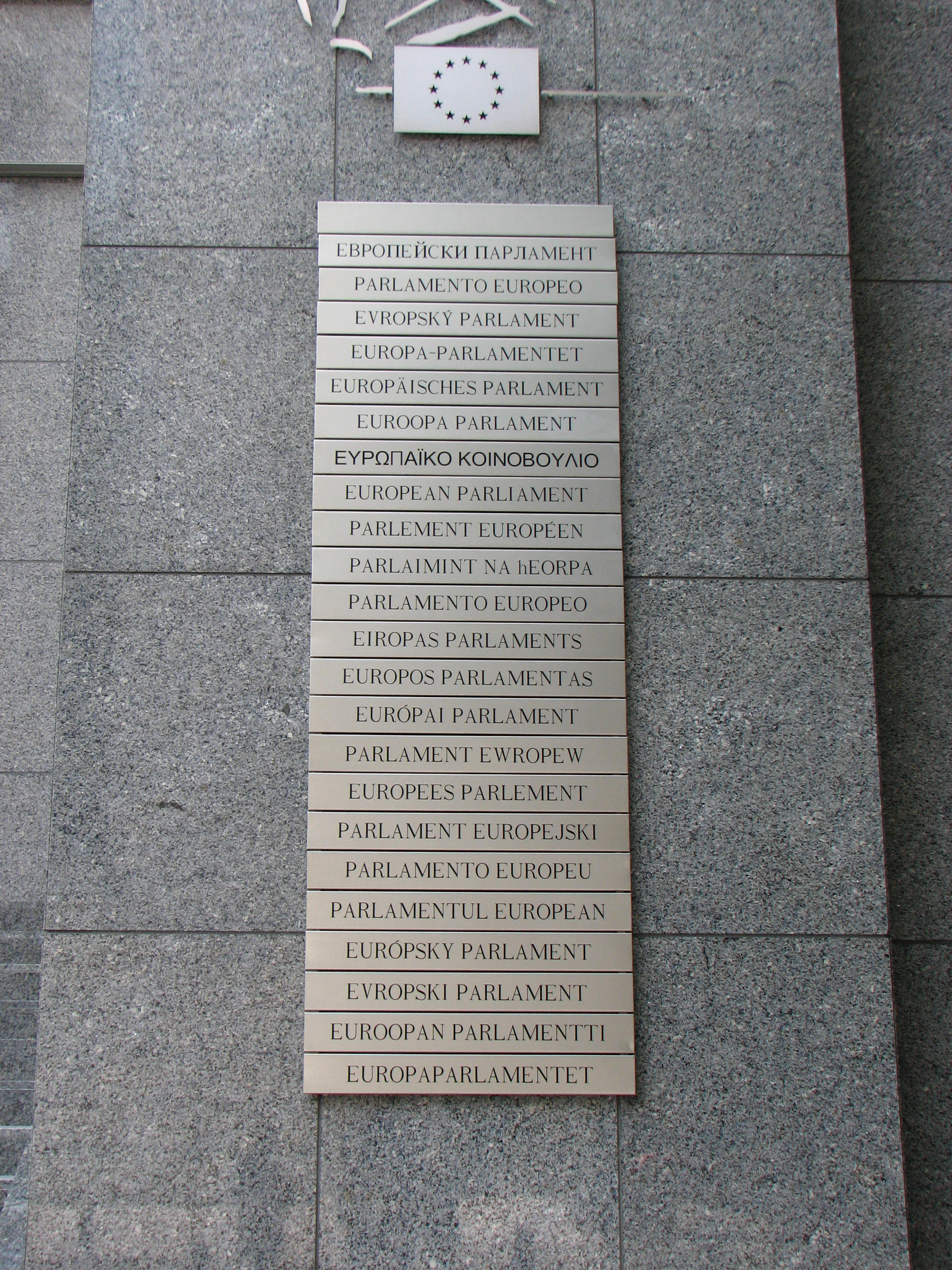
布魯塞爾的歐洲議會大樓入口處的標牌，以歐盟的二十種（2006年7月）官方語言書寫

成員國數目多於官方語言數目，因為若干語言在多個成員國皆為官方語言，如荷蘭語在荷蘭全國和比利時北部皆為官方語言，法語在法國全國、比利時南部、盧森堡全國和義大利的瓦莱达奥斯塔地區皆為官方語言等。並非所有成員國的所有官方語言皆在歐盟享有官方地位，如盧森堡的盧森堡語和塞浦路斯的土耳其語。
歐盟的官方語言皆是工作語言。 成員國政府或公民發送給歐盟機構的通信可以使用任一種官方語言，回覆將以同一語言書寫。規章條例以及其他通用性的或涉及多方利益的文件有所有官方語言的版本，如"歐盟官方通訊"，但這些只佔歐盟機構所有文件的一小部分。其他文件例如與某國政府的通信或只涉及特定個人或組織的文件往往只翻譯為相關的語言。歐盟機構可以自行選擇內部所使用的語言。例如，歐盟委員會的內部事務使用三種語言：英語、法語和德語（可稱為＂程序語言＂），只有公開出版物和外部通信才使用所有的官方語言。而歐洲議會一直使用所有語言，由於議員需使用自己的語言。 歐盟的非核心機構按規定不需要使用所有二十三種官方語言。(Kik v. OHIM, Case C-361/01 （页面存档备份，存于）, 2003 ECJ I-8283)
根據歐盟的英語版網站，歐盟的多語政策所帶來的費用（翻譯所需費用）2005年約為11.23億歐元，約為歐盟年度開支的1%，平均為每人每年2.28歐元。

## 語言學分類
歐盟的官方語言大部分屬於印歐語系，三個主要分支為日爾曼語族、羅曼語族和斯拉夫語族。日爾曼語族語言主要在歐洲北部和中部使用，包括荷蘭語、英語、德語、瑞典語和丹麥語。羅曼語族語言主要在西歐和南歐使用，包括法語、義大利語、葡萄牙語、羅馬尼亞語和西班牙語。斯拉夫語族語言主要在東歐使用，包括保加利亞語、捷克語、波蘭語、斯洛伐克語和斯洛文尼亞語。印歐語系下屬的語言尚有波羅的語族的拉脫維亞語和立陶宛語，凱爾特語族的愛爾蘭語，以及希臘語。不屬於印歐語系的語言有烏拉爾語系芬蘭-烏戈爾語族的愛沙尼亞語、芬蘭語和匈牙利語以及亞非語系的馬爾他語。其中，希臘語使用希臘字母，保加利亞語使用西里爾字母，其他語言皆使用拉丁字母。

## 特别语言规定

### 马耳他语
虽然马耳他语现时为欧盟官方语言，但是欧盟理事会在2004年5月1日设立了一个为期三年的过渡期，在此段过渡期内欧盟内部机构无需把所有文件翻译为马耳他语。 当时欧盟理事会打算根据此前的共同意见，把过渡期延长一年，但是最终决定保留原先期限。 自2007年4月30日起，欧盟内部所有机构的文件都需翻译成马耳他语。

### 爱尔兰语
爱尔兰共和国在1973年加入欧洲经济共同体（欧盟前身之一）时，爱尔兰语被列为“条约语言”之一，也就是说，罗马条约以及其他所有欧盟附属条约都拥有爱尔兰语言版本。作为条约语言之一，爱尔兰语是欧洲法院的官方程序语言之一， 欧盟公民亦可使用爱尔兰语与所有欧盟机构书面通讯。
然而，虽然爱尔兰语是爱尔兰共和国的官方语言之一，以及拥有英国北爱尔兰地区的少数语言地位，但是直至2007年1月1日，爱尔兰语都不是欧盟的工作语言。2005年6月13日欧盟所有成员国的外交部部长一致同意把爱尔兰语设为欧盟第21种官方语言，2007年1月1日欧洲理事会才颁布规定正式指定爱尔兰语为欧盟官方语言。。但是需要注意的是，通过部分废除协议，如果附有其他官方语言版本，并非所有的欧盟文件都必须翻译为爱尔兰语。
2007年欧洲理事会关于爱尔兰语的新规定意味着今后所有经欧洲议会以及欧洲理事会通过的立法条文都需翻译为爱尔兰语，同时欧洲议会全体会议以及部分理事会会议都需配有爱尔兰语翻译。此举亦造就欧盟需要每年产生额外3500万欧元的费用以用作对爱尔兰语笔译、口译、宣传以及法律服务。。2015年12月3日，欧洲理事会通过新规定，将设立计划以逐步减少爱尔兰语在欧盟机构内的使用。计划于2016年开始，为期5年。如果此期间欧盟机构有充分的翻译能力，或者欧盟理事会另有新规，否则此计划表将于2022年1月结束。
爱尔兰语是欧盟内部唯一不是任何一个成员国主要语言的官方语言。根据2006年爱尔兰的一份调查报告，爱尔兰国内460万国民中，仅有166万人有能力说爱尔兰语。其中只有53万人在日常生活中使用爱尔兰语（含只在教育系统中使用爱尔兰语的人士，包括学生以及教员），如果更加细化，则仅有7万多人在教育系统之外的日常生活使用爱尔兰语。

### 克罗地亚语，塞尔维亚语，波斯尼亚语以及黑山语
克罗地亚语，塞尔维亚语，波斯尼亚语以及黑山语四者書面語標準幾乎完全相同，事實上，南斯拉夫時期以上四語併稱為塞爾維亞-克羅地亞語並作為國家官方語言，只是1992年解體之後由於各新獨立國家的國族主義發展才被形成一種標準四種名稱的局面。故一开始有提议此四种语言组成一种联合语言作为欧盟官方语言，而非分别设立四种以减少翻译费用。前南斯拉夫問題國際刑事法庭就是使用類似的語言處理方式。但经过与克罗地亚协商，欧盟决定单独设立克罗地亚语为官方语言之一。

## 無官方地位的語言
若干在歐盟範圍內使用的地區性語言或少數族群的語言在歐盟並無官方地位。Euromosaic study中某些語言在某些成員國中有官方地位，其使用人口甚至多於某些較少使用的官方語言。

### 西班牙的自治區的語言
西班牙政府尋求歐盟給予其自治區的語言官方地位，這些語言包括加泰隆尼亞語、加里西亞語和巴斯克語。歐盟委員會第667次會議（2005年6月13日，盧森堡）決議允許無歐盟官方地位的成員國官方語言/地區性官方語言在歐盟有限度的使用。這些語言的使用將依照委員會與成員國之間的協議而定。
2006年7月3日，歐洲議會批准西班牙請求允許公民在歐洲議會以加泰隆尼亞語、加里西亞語和或巴斯克語發言的提案，該提案兩個月前曾被否決。
2006年11月30日, 歐盟申訴專員 Nikiforos Diamandouros 與西班牙駐歐盟大使Carlos Bastarreche 在布魯塞爾簽署協議允許西班牙公民以加泰隆尼亞語、加里西亞語和或巴斯克語向歐盟申訴專員提交申訴。 西班牙政府將提供資金以成立一個翻譯機構以翻譯這些語言的文件，且將申訴專員的決定由西班牙語翻譯為這些語言。

### 法国语言
法国宪法规定法语为共和国唯一官方语言。2008年法国通过宪法修正案，在75-1条例添加“地方语言是法国国家共同遗产的一部分”。
然而，在法国有不少具一定使用者规模的少数语言。例如布列塔尼语（一种凯尔特语），巴斯克语，还有数种罗曼语族语言，例如奥克语，加泰隆尼亚语，科西嘉语以及奥依语。同时在阿爾薩斯-洛林的日耳曼语言（卢森堡语、阿勒曼尼语、弗拉芒语）
以上这些语言在法国都没有官方语言地位，而地方亦不允许设立自己的地方官方语言。

### 威尔士语与苏格兰盖尔语
2008年7月15日欧洲理事会通过法令给予威尔士语成员国地区语言地位。 2009年10月苏格兰盖尔语亦相继获得等同地位。

### 盧森堡語和土耳其語
卢森堡语以及土耳其语是欧盟内部唯二享有成员国官方語言地位，却又不是欧盟官方语言的语言。无论是卢森堡抑或塞浦路斯都没有选择动用2005年6月13日的决议来使其国内用语成为欧盟官方语言。但是2016年2月26日，塞浦路斯公开宣称将要求欧盟纳入土耳其语为官方语言，以为土耳其入欧问题表达友好态度。。但早在2004年，欧盟就已有计划，一旦塞浦路斯完成统一，土耳其语就会被纳入欧盟成为官方语言。
2010年9月，盧森堡外長 Jean Asselborn 以財政支出為由，拒絕了其國內右派黨派將盧森堡語升格為歐盟官方語言的請求，並稱已是官方語言的法語和德語就已足夠代表盧森堡。

### 萨米语
在个别芬兰拉普兰地区的市镇里，萨米语是市镇的官方语言。并且当地法律规定，任何与萨米人相关的立法必须翻译为萨米语。不过通常当地的萨米人都通晓芬兰语。
而在瑞典，萨米语则是官方少数语言，同时亦是瑞典北博滕省（瑞典拉普兰地区）四个自治市的地区语言。
在瑞典以及芬兰，多数萨米人操北萨米语。

### 羅姆語
歐洲的羅姆人有兩百萬以上的人口， 儘管其移居歐洲已有七百年以上的歷史，羅姆語尚未在任何一個歐洲國家或地區享有官方地位。

### 俄語
俄語雖不是歐盟的官方語言，但在其若干新成員國（前蘇聯陣營國家）中廣泛使用。波羅的海三國約有130萬俄羅斯人，德國亦有一定數量的俄羅斯人。由於蘇聯時代的語言政策，相當數量的波羅的海三國本國人以及東歐陣營國家一些年齡較大的民眾亦了解俄語。俄語是歐盟範圍內使用的第八大語言，約7%的歐盟成員國公民有一定程度的俄語水準。

### 世界語
世界语在欧盟数个成员国的教育体系内享有一定地位。在匈牙利，世界语是该国教育部承认的外语。匈牙利国内大学的入学考试外语科目就可选择世界语。自2001年起，匈牙利每年都有1000-3000人通过世界语考试，直至2016年，总数可达三万五千人。2001年匈牙利一份普查显示，匈牙利有4575名世界语使用者（4407人为后期习得，168人为家庭用语或母语）。而在2011年则有8397人。相较1990年，该国只有2083人說世界语。
欧洲委员会并没有提及过世界语。至今其仅提及过欧洲内部的官方语言、地区语言、少数语言以及移民语言。估算在欧洲大约有十万人有时使用世界语（以及数百万学习过世界语）。在欧洲亦有数千名世界语母语者，当中有部分人已是第二代或第三代。
“歐洲–民主–世界語”黨尋求建立世界語在歐盟的官方地位。

### 拉丁语
在长达数个世纪的时间，拉丁语一直是现今欧盟多数国家历史上的行政、学术通用语。因此欧盟数个机构使用拉丁语用于其标语以及网站域名，而非使用全部欧盟官方语言。例如，欧洲法院的域名就为"curia.europa.eu".。而欧盟理事会则为 http://www.consilium.europa.eu/，其標誌亦是拉丁語 Consilium （拉丁语“理事会”之意）。欧盟格言“多元一体”在一开始就有拉丁语版本“In varietate Concordia”。根据欧洲公司法，欧盟内部的企业可整合至欧盟统一的公司形式 Societas Europaea（拉丁语，意思为“欧洲公司”，缩写SE）。

### 移民的語言
歐盟範圍內使用的語言尚包括各成員國內的移民所使用的語言，如比利時、德國西部（約2%人口使用）和荷蘭(約1%)的土耳其語，法國、比利時、荷蘭、英國、西班牙和塞浦路斯等國的阿拉伯語（馬格里布方言及其他方言），英國的南亞移民使用的印地語、烏爾都語 、孟加拉語和旁遮普語，南斯拉夫戰爭後由巴爾幹半島流向歐洲多個地區的難民所使用的巴爾幹半島的語言，以及法國、英國、德國、西班牙和義大利等國華人移民社區使用的漢語等。歐洲的移民社區多已存在數代，其居民多數同時通曉祖國語言與當地語言。

## 民眾的語言水準
| 官方語言     | 第一語言 | 其他語言水準 | 總數 | 非官方語言   | 第一語言 | 其他語言水準 | 總數 |
| ------------ | -------- | ------------ | ---- | ------------ | -------- | ------------ | ---- |
| 英語         | 1%       | 43%          | 44%  | 俄語         | 1%       | 5%           | 6%   |
| 德語         | 20%      | 16%          | 36%  | 加泰羅尼亞語 | 1%       | 1%           | 2%   |
| 法語         | 14%      | 16%          | 29%  | 阿拉伯語     | 1%       | 1%           | 2%   |
| 意大利語     | 15%      | 3%           | 18%  | 泰米爾語     | 1%       | 0%           | 1%   |
| 西班牙語     | 9%       | 8%           | 17%  | 土耳其語     | 1%       | 0%           | 1%   |
| 波蘭語       | 9%       | 1%           | 10%  | 加利西亞語   | <1%      | 0%           | <1%  |
| 羅馬尼亞語   | 6%       | 0%           | 6%   | 巴斯克語     | <1%      | 0%           | <1%  |
| 荷蘭語       | 5%       | 1%           | 6%   | 盧森堡語     | <1%      | 0%           | <1%  |
| 匈牙利語     | 3%       | 0%           | 3%   | 汉语         | <1%      | 0%           | <1%  |
| 葡萄牙語     | 2%       | 1%           | 3%   | 印地語       | <1%      | 0%           | <1%  |
| 希臘語       | 2%       | 1%           | 3%   | 烏爾都語     | <1%      | 0%           | <1%  |
| 瑞典語       | 2%       | 1%           | 3%   | 其他         | 2%       | 3%           | 5%   |
| 捷克語       | 2%       | 1%           | 3%   |              |          |              |      |
| 保加利亞語   | 2%       | 0%           | 2%   |              |          |              |      |
| 斯洛伐克語   | 1%       | 1%           | 2%   |              |          |              |      |
| 丹麥語       | 1%       | 0%           | 1%   |              |          |              |      |
| 芬蘭語       | 1%       | 0%           | 1%   |              |          |              |      |
| 克羅地亞語   | 1%       | 0%           | 1%   |              |          |              |      |
| 立陶宛語     | 1%       | 0%           | 1%   |              |          |              |      |
| 斯洛文尼亞語 | <1%      | 0%           | <1%  |              |          |              |      |
| 愛沙尼亞語   | <1%      | 0%           | <1%  |              |          |              |      |
| 愛爾蘭語     | <1%      | 0%           | <1%  |              |          |              |      |
| 拉脫維亞語   | <1%      | 0%           | <1%  |              |          |              |      |
| 馬爾他語     | <1%      | 0%           | <1%  |              |          |              |      |

歐盟內最多人使用的前五名語言分別爲英語 (44%)、德語 (36%)、法語 (29%)、意大利語 (18%) 和西班牙語 (17%)。德語爲歐盟內母語人數最多的語言 (20%)，隨後爲法語、意大利語和西班牙語。若論第二語言或外語人數，前五名的語言分別英語、法語、德語、西班牙語和俄語。
第二表列出各國民眾掌握外語的水平。淺藍色方格表示該語言為該國的官方語言，深藍色表示該語言為該國的主要語言。
| 國家       | 15歲以上人口1 | 英語 | 法語 | 德語 | 西班牙語 | 俄語 | 意大利語 | 波蘭語 |
| ---------- | ------------- | ---- | ---- | ---- | -------- | ---- | -------- | ------ |
| 歐盟       | 408,879,069   | 44%  | 29%  | 36%  | 17%      | 6%   | 18%      | 10%    |
| 奧地利     | 7,009,827     | 73%  | 11%  | 97%  | 4%       | 2%   | 9%       | 1%     |
| 比利時2    | 8,939,546     | 38%  | 81%  | 23%  | 5%       | 1%   | 4%       | 0%     |
| 保加利亞   | 6,537,510     | 25%  | 2%   | 8%   | 2%       | 23%  | 1%       | 0%     |
| 克羅地亞   | 3,856,401     | 49%  | 4%   | 34%  | 2%       | 4%   | 14%      | 0%     |
| 塞浦路斯   | 660,400       | 73%  | 11%  | 5%   | 2%       | 4%   | 3%       | 0%     |
| 捷克       | 9,012,443     | 27%  | 1%   | 15%  | 1%       | 13%  | 1%       | 2%     |
| 丹麥       | 4,561,264     | 86%  | 9%   | 47%  | 4%       | 0%   | 1%       | 0%     |
| 愛沙尼亞   | 945,733       | 50%  | 1%   | 22%  | 1%       | 56%3 | 0%       | 0%     |
| 芬蘭       | 4,440,004     | 70%  | 3%   | 18%  | 3%       | 3%   | 1%       | 0%     |
| 法國       | 47,756,439    | 39%  | 97%  | 8%   | 13%      | 1%   | 5%       | 1%     |
| 德國       | 64,409,146    | 56%  | 15%  | 98%  | 4%       | 6%   | 3%       | 1%     |
| 希臘       | 8,693,566     | 51%  | 9%   | 9%   | 1%       | 1%   | 8%       | 0%     |
| 匈牙利     | 8,320,614     | 20%  | 3%   | 18%  | 1%       | 4%   | 1%       | 0%     |
| 愛爾蘭     | 3,522,000     | 99%  | 17%  | 7%   | 4%       | 1%   | 1%       | 3%     |
| 意大利     | 51,862,391    | 34%  | 4%   | 3%   | 8%       | 0%   | 97%      | 0%     |
| 拉脫維亞   | 1,447,866     | 46%  | 1%   | 14%  | 1%       | 67%4 | 0%       | 2%     |
| 立陶宛     | 2,829,740     | 38%  | 3%   | 14%  | 1%       | 80%  | 1%       | 12%    |
| 盧森堡     | 404,907       | 56%  | 96%  | 71%  | 5%       | 0%   | 6%       | 0%     |
| 馬耳他     | 335,476       | 89%  | 17%  | 3%   | 1%       | 0%   | 66%      | 0%     |
| 荷蘭       | 13,371,980    | 90%  | 29%  | 71%  | 5%       | 0%   | 2%       | 0%     |
| 波蘭       | 32,413,735    | 33%  | 4%   | 19%  | 1%       | 26%  | 2%       | 99%    |
| 葡萄牙     | 8,080,915     | 27%  | 24%  | 1%   | 10%      | 0%   | 1%       | 0%     |
| 羅馬尼亞   | 18,246,731    | 31%  | 23%  | 7%   | 5%       | 3%   | 7%       | 0%     |
| 斯洛伐克   | 4,549,955     | 26%  | 2%   | 22%  | 1%       | 17%  | 1%       | 5%     |
| 斯洛文尼亞 | 1,759,701     | 59%  | 3%   | 48%  | 3%       | 5%   | 12%      | 0%     |
| 西班牙     | 39,127,930    | 22%  | 12%  | 2%   | 98%      | 1%   | 2%       | 0%     |
| 瑞典       | 7,791,240     | 86%  | 11%  | 30%  | 5%       | 0%   | 2%       | 1%     |

1 該數據並不是全國的總共人口

英語在歐盟的使用情況

德語在歐盟的使用情況

法語在歐盟的使用情況

意大利語在歐盟的使用情況

西班牙語在歐盟的使用情況

俄語在歐盟的使用情況 (需注意：37.5%的拉脫維亞人口及30%的愛沙尼亞人口以俄語爲母語)

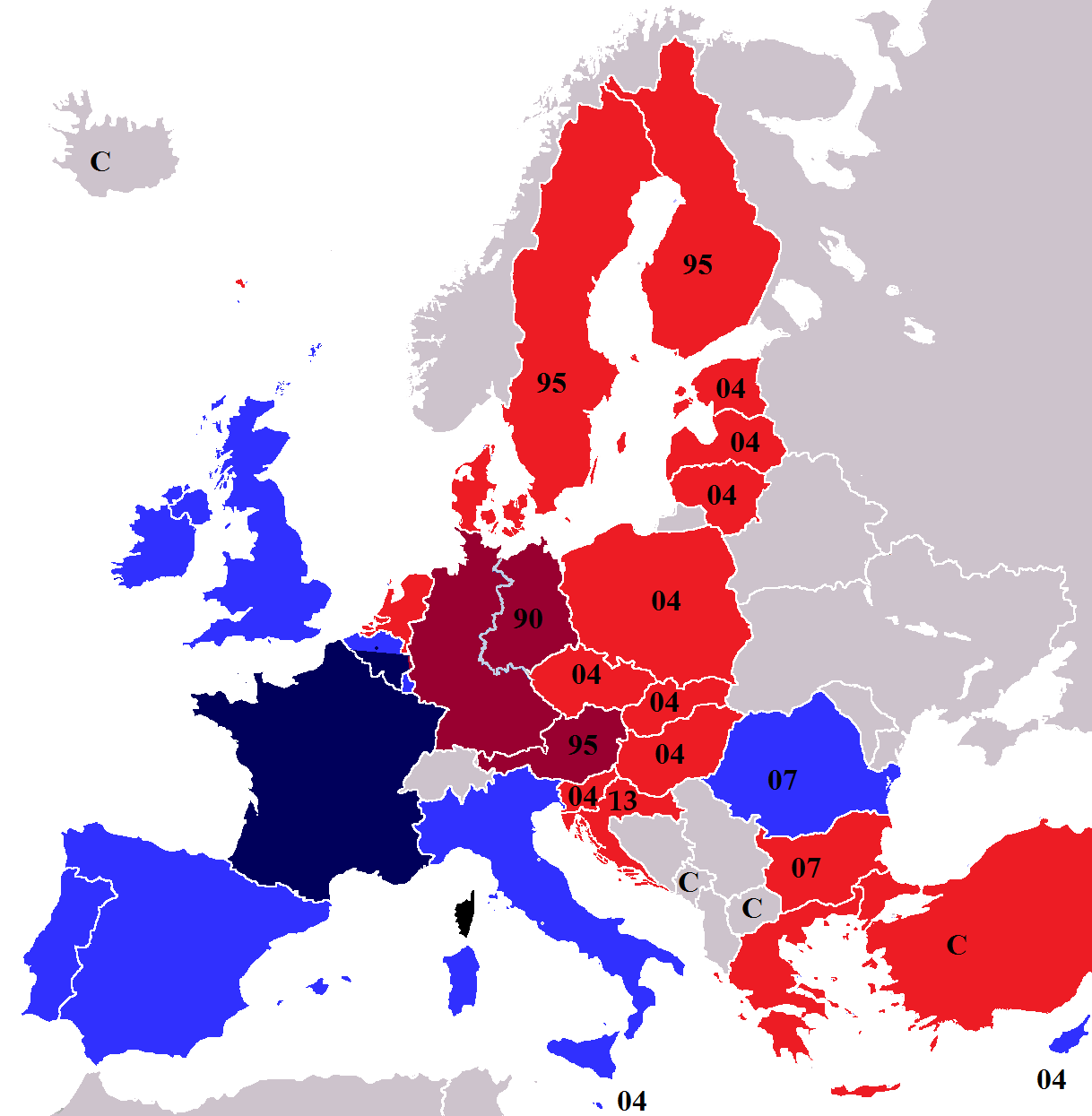
1990年歐盟擴大後，法語和德語在各成員國的流行程度。普遍上新成員國皆較傾向德語，以羅馬尼亞、塞浦路斯及馬耳他爲除外。紅色爲德語比法語更受歡迎的國家；藍色爲法語比德語更受歡迎的國家；深色區域爲和以法語或德語爲母語的國家；國家上的數字加入歐盟的年份，C 則表明該國認爲候選國。

2 40%的人口以法語爲母語，全國85%的人口能夠使用法語。
3 包括大約30%的母語人口。
4 多於30%的母語人口。
56% 的歐盟國家公民能使用一種外語會話，比2001年的結果（15個成員國）高出九個百分點。 28% 受訪者表示自己能使用兩種外語會話。44%受訪者表示未能掌握任一門外語。 約五分之一歐洲人在積極學習外語（定義為近期內提高了語言水平或者計畫在未來一年內提高語言水平）。 
英語是歐洲使用最廣泛的語言。英國和愛爾蘭之外，38%的歐盟公民認為自己有能力以英語會話。28%的歐盟公民表示在母語之外尚掌握法語 (14%)或德語 (14%)。在調查涉及的29國中的19國中，英語是最廣泛使用的外語，特別是瑞典（89%）、馬爾他（88%）、荷蘭（87%）、丹麥（86%），歐盟公民認為自己的英語程度優於其他外語的程度，77%認為兒童應該學習英語。在英國、愛爾蘭和盧森堡之外的所有國家，英語被視為最重要的一門外語。
法語主要在南歐地中海國家、德國、葡萄牙、羅馬尼亞和愛爾蘭較流行；德語則主要於盧森堡、比利時、荷蘭、北歐及其他歐盟新成員國中較受歡迎；而西班牙語則在法國、意大利、盧森堡和葡萄牙比較受學生青睞。
隨著歐盟的擴大，法語和德語使用者的相對比例在逐漸變化。新成員國的較多公民掌握德語（23%，相對於舊成員國EU15的12%），而很少人掌握法語和西班牙語（分別為3%和1%，相對於EU15的16%和7%）。但羅馬尼亞為例外，約24%掌握法語，相對於6%掌握德語。同時，此趨勢亦受到法語人口的增加和德語人口的減少的影響。

## 政策
歐盟制定語言相關的法律與政策的權限是由"歐洲聯盟條約"所界定的。成員國的語言政策尤其自身制定，歐盟沒有統一的語言政策。歐盟機構僅起到輔助性的作用，如增加各成員國之間的合作以及促進各國從全歐層面制定語言政策，具體手段主要是語言的教育和傳播（第149.2條）。 . 歐盟機構相關的語言政策須由委員會全體通過 (第290條)。 所有語言的地位一律平等。任何公民與歐盟機構通信時將得到原先語言的答覆(第314條)。歐洲聯盟基本權利憲章（無法律約束力）宣稱尊重語言的多樣性，禁止基於語言的歧視(第21條)。尊重語言多樣性是歐盟的基本價值觀之一，與對人身和對其他文化的寬容有同樣重要性。

### 具體行動

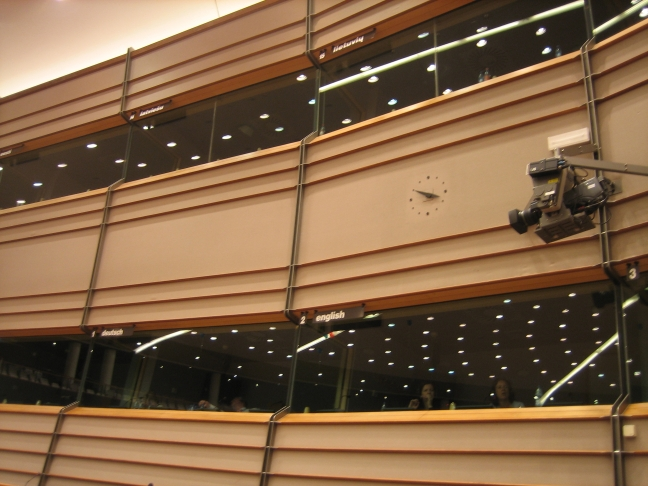
歐洲議會議事大廳的翻譯人員工作間(布魯塞爾).

自1990年以來，歐盟在多個語言學習相關的項目中投入資金，計每年約3000萬歐元（總財政預算約1200億歐元）。具體項目如Lingua計畫，蘇格拉底計畫，達芬奇計畫等，涉及內容如外語教師出國培訓、初級中級學校外語助理的設置、語言交流計畫、電腦化語言教材編寫以及提升民眾語言學習的興趣的項目等。其他相關的項目如青年交流計畫、友好城市、國際志願者服務、"文化2000"（文藝作品的交流、翻譯等）、"終身學習計畫2007-2013"等等。
歐盟也是非政府組織"歐洲小語種事務局"的主要資金提供者。歐盟還計畫建立一個"語言多樣化中心"的網絡。此外，歐盟支持了歐洲委員會的歐洲語言年（2001）和歐洲語言日（9月26日）等活動。
2004年11月開始，歐洲教育和文化專員的職責得到了擴展，該職改名為歐洲教育、培訓、文化和語言多樣化專員。2007年1月開始，單獨設立歐洲語言多樣化專員一職。

## 延伸读物
- Michele Gazzola (2006) "Managing Multilingualism in the European Union: Language Policy Evaluation for the European Parliament[永久]", Language Policy, vol. 5, n. 4, pp. 393-417.
- Hogan-Brun, Gabrielle and Stefan Wolff. 2003. Minority Languages in Europe: Frameworks, Status, Prospects. Palgrave. ISBN 1403903964
- Nic Craith, Máiréad. 2005. Europe and the Politics of Language: Citizens, Migrants and Outsiders. Palgrave. ISBN 1403918333
- Richard L. Creech, "Law and Language in the European Union: The Paradox of a Babel 'United in Diversity'" (Europa Law Publishing: Groningen, 2005) ISBN 90-76871-43-4
- Shetter, William Z., EU Language Year 2001: Celebrating diversity but with a hangover, Language Miniature No 63.
- Shetter, William Z., Harmony or Cacophony: The Global Language System, Language Miniature, No. 96.

## 外部連結
歐盟官方網頁
- Europa: 語言與歐洲 （页面存档备份，存于） – 歐盟語言資料的簡明彙編
- 歐洲議會資料: 4.16.3. 語言政策
- 歐洲委員會 > 教育與培訓 > 政策分類 >語言 （页面存档备份，存于）
- 歐盟的語言（页面存档备份，存于） – 歐盟官方語言聲音與文字樣本
- 歐盟語言多樣化專員 - Leonard Orban （页面存档备份，存于）
- 歐盟委員會教育與文化辦公室 (DG EAC) （页面存档备份，存于）
- 歐盟委員會翻譯辦公室 (DGT) （页面存档备份，存于）
- 歐盟委員會同聲傳譯辦公室 (former SCIC)[永久]
- 歐盟委員會出版辦公室
- 歐盟出版物格式指南 （页面存档备份，存于）
- 翻譯工具與流程

新聞
- EurActiv.com - Languages and Culture （页面存档备份，存于） – 新聞
- Eurolang 報導歐盟中較少使用的語言

其他
- The European Federation of National Institutions for Language (EFNIL) （页面存档备份，存于）
- The European Bureau for Lesser-Used Languages (EBLUL) – 以歐盟中較少使用的語言為主旨的NGO
- Mercator （页面存档备份，存于） – 研究歐盟中較少使用的語言的大學網絡
- ADUM – 歐盟的小語種計畫相關的信息
- MinoLa - Minority Languages in the European Union （页面存档备份，存于）
- Web del Parlament Europeu （页面存档备份，存于） – 歐洲議會網頁加泰隆尼亞語版（非官方）